# Hyltebruk
Hyltebruk – miejscowość (tätort) w Szwecji, w regionie administracyjnym (län) Halland, w gminie Hylte.
Według danych Szwedzkiego Urzędu Statystycznego liczba ludności wyniosła: 3992 (31 grudnia 2015), 4141 (31 grudnia 2018) i 4152 (31 grudnia 2019).